# Katastrophenfonds

Katastrophenfonds

Als Katastrophenfonds (KF) wird in Österreich ein Budget bezeichnet, das zur Finanzierung von Vorsorge und Abwendung von Katastrophen oder nach Eintritt zur Beseitigung der Folgen von Katastrophen eingesetzt wird.
2013 ist der Katastrophenfonds mit 374 Millionen Euro dotiert, und er kann jederzeit aufgestockt werden.

## Geschichte
Die „Förderung der Behebung von Schäden nach Naturkatastrophen im Vermögen physischer und juristischer Personen“ fällt eigentlich in die Zuständigkeit der Länder.
Im Lawinenwinter 1951 wurden aber einzelne Bundesländer so stark belastet, dass der Bund mit einem Sonderfinanzierungsgesetz beschloss, die Länder zu unterstützen. Auch in den Folgejahren war dies mehrmals erforderlich. Bei den Hochwasserkatastrophen in den Jahren 1965 und 1966 (August und November) wurde mit dem Katastrophenfondsgesetz (BGBl. Nr. 207/1966) der Fonds als permanent festgelegt. Mit diesen Finanzierungen wurden erstmals Wildbach- und Lawinenverbauungen als Vorsorge ermöglicht. Über die Bundesländer konnten auch Geschädigte Opfer eine Unterstützung erhalten. Finanziert wurde der Fonds über Zuschläge, die auf die einkommensabhängigen Steuern aufgeschlagen wurden.
Im Jahr 1970 wurden die Aufgaben des Fonds auf die Unterstützung beim Ankauf von Feuerwehrgeräten erweitert, obwohl auch das in das Aufgabengebiet der Länder fällt. Im Jahr 1972 wurden die Steuerzuschläge abgeschafft und ein fixer Prozentsatz der jeweiligen Steuer dem Fonds zugeführt. Damals waren es 2,29 %.
Durch das neue Gesetz aus dem Jahr 1985 (BGBl. Nr. 539/1984) wurde das erste Gesetz ersetzt. Neuerlich geändert werden musste es durch die geänderten Anforderungen auf Grund der Katastrophe von Tschernobyl im Jahr 1986. In diesem Gesetz, das jetzt auch Nuklearkatastrophen miteinschloss, wurde auch das Warn- und Alarmierungssystem finanziert.
Seit dem Jahr 1990 wird auch die Wassergütemessung bezahlt. 1996 wurde das Gesetz neuerlich novelliert. Im Jahr 2002 änderte sich mit der Übergabe der Bundesstraßen an die Bundesländer eine neue Situation, die jetzt ebenfalls über den Katastrophenfonds abgegolten werden musste und nicht mehr direkt vom Staat als Straßenerhalter bezahlt werden musste.
War in den 1980er und 1990er Jahren jeweils eher ein Überschuss im Katastrophenfonds vorhanden, so musste in den Jahren 2002 und 2005 durch eine Zusatzfinanzierung der Betrag erhöht werden.
Auf Initiative Österreichs konnte im Jahr 2002 ein ähnlicher Solidaritätsfonds im Rahmen der Europäischen Union geschaffen werden. Aus diesem erhielt Österreich 134 Millionen Euro beim Hochwasser 2002 und 14,8 Millionen Euro beim Hochwasser 2005.
Im Jahr 2005 wurde durch das Auslandskatastrophenfondsgesetz (BGBl. I Nr. 23/2005) auf Katastrophen im Ausland erweitert und damit der Hilfsfonds für Katastrophenfälle im Ausland errichtet. Über die Verwendung der Mittel entscheidet die Bundesregierung in jedem Einzelfall. Verwaltet wird der Fonds vom Außenminister.

## Ausgestaltung

### Finanzierung
Die finanzielle Grundlage des Fonds sind Anteile von Einkommen-, Lohn-, Kapitalertrags- sowie Körperschaftssteuer. Bei notwendiger Auszahlung werden die Beträge von den Ertragsanteilen an die Bundesländer abgezogen, sodass für den Bund keine Mehrbelastung entsteht.
Verantwortlich ist das Finanzministerium.

### Aufwendungen
Folgende Beträge (in Millionen €) wurden im Jahr 2009 aus dem Katastrophenfonds erstattet:
| Position                   | 2009  |
| -------------------------- | ----- |
| Schäden Privater           | 13,8  |
| Schäden Länder             | 10,2  |
| Einsatzgeräte Feuerwehr    | 30,4  |
| Schäden Gemeinden          | 23,7  |
| Schäden Bund               | 15,3  |
| Vorbeugungsmaßnahmen       | 193,9 |
| Warn- und Alarmsysteme     | 3,6   |
| Hagelversicherung          | 15,0  |
| Schäden an Landesstraßen B | 10,0  |

### Abwicklung
Für die Abwicklung der Ansuchen und Auszahlungen der Beträge sind jeweils die Bundesländer zuständig, wobei vom Katastrophenfonds jeweils 60 % der Kosten übernommen und der Rest von den Bundesländern aufgebracht werden muss.

## Hilfsfonds für Katastrophenfälle im Ausland (Auslandskatastrophenfonds)
Analog zum Inlandsfonds, beschloss die Regierung im Jahr 2005 eine ähnliche Einrichtung für Katastrophen im Ausland, den Auslandskatastrophenfonds (AKF).
Dotiert wurde dieser Fonds mit 100 Millionen Euro. Angewandt soll er sowohl zur Hilfeleistung nach Katastrophen als auch zur Vorsorge gegen Katastrophen. Die Verwaltung obliegt dem Außenministerium, betreut wird er von der Austrian Development Agency.
Eingerichtet wurde er mit dem Bundesgesetz über den Hilfsfonds für Katastrophenfälle im Ausland (Auslandskatastrophenfondsgesetz, BGBl. I Nr. 23/2005)
Die Gründung des Fonds war eine Folge der Tsunami-Katastrophe im Jahr 2004.